# La Fayette, Alabama
La Fayette är en stad (city) i Chambers County i delstaten Alabama, USA. År 1900 bodde här 1.629 människor. År 2000 bodde här 3 234 människor. La Fayette är administrativ huvudort (county seat) i Chambers County. 